# فيتشبورغ (ماساتشوستس)
فيتشبورغ (ماساتشوستس) (بالإنجليزية: Fitchburg, Massachusetts)‏ هي مدينة تقع في الولايات المتحدة في مقاطعة ووستر (ماساتشوستس). يقدر عدد سكانها بـ 40,312 نسمة ومساحتها 72.7 كم2 وترتفع عن سطح البحر 143 متر.

## التركيبة السكانية
حدّد مكتب تعداد الولايات المتحدة بيانات التركيبة السكانية لفيتشبورغ في تعداد الولايات المتحدة. في ما يلي، التركيبة السكانية حسب تعدادي 2000 و2010.

### تعداد عام 2000
بلغ عدد سكان فيتشبورغ 39,102 نسمة بحسب تعداد عام 2000، وبلغ عدد الأسر 14,943 أسرة وعدد العائلات 9,363 عائلة مقيمة في المدينة. في حين سجلت الكثافة السكانية 537 نسمة لكل كيلومتر مربع (1,390.8/ميل2). وبلغ عدد الوحدات السكنية 16,002 وحدة بمتوسط كثافة قدره 219.7 لكل كيلومتر مربع (569.0/ميل2).
وتوزع التركيب العرقي للمدينة بنسبة 81.86% من البيض و3.65% من الأمريكيين الأفارقة و0.35% من الأمريكيين الأصليين و4.27% من الأمريكيين ذوي الأصول الآسيوية و0.03% من سكان جزر المحيط الهادئ و6.78% من الأعراق الأخرى و3.06% من عرقين مختلطين أو أكثر و14.97% من الهسبانيون أو اللاتينيون من أي عرق.
بلغ عدد الأسر 14,943 أسرة كانت نسبة 33.7% منها لديها أطفال تحت سن الثامنة عشر تعيش معهم، وبلغت نسبة الأزواج القاطنين مع بعضهم البعض 43.1% من أصل المجموع الكلي للأسر، ونسبة 14.6% من الأسر كان لديها معيلات من الإناث دون وجود شريك، بينما كانت نسبة 4.9% من الأسر لديها معيلون من الذكور دون وجود شريكة وكانت نسبة 37.3% من غير العائلات. تألفت نسبة 30.3% من أصل جميع الأسر من عدة أفراد يعيشون في نفس المنزل ونسبة 12% كانت تتألف من شخص يعيش بمفرده يبلغ من العمر 65 عاماً أو أكثر. وبلغ متوسط حجم الأسرة المعيشية 2.50، أما متوسط حجم العائلات فبلغ 3.13.
بلغ العمر الوسطي للسكان 34.1 عاماً. وكانت نسبة 25.7% من القاطنين تحت سن الثامنة عشر، وكانت نسبة 9.1% بين الثامنة عشر والرابعة والعشرين عاماً، ونسبة 28.5% كانت واقعةً في الفئة العمرية ما بين الخامسة والعشرين والرابعة والأربعين عاماً، ونسبة 18.9% كانت ما بين الخامسة والأربعين والرابعة والستين، ونسبة 13.3% كانت ضمن فئة الخامسة والستين عاماً فما فوق. يوجد لكل 100 أنثى 92.6 ذكر، ويوجد لكل 100 أنثى في الثامنة عشر من عمرها فما فوق 89.2 ذكر.
بلغ متوسط دخل الأسرة في المدينة 37,004 دولارًا، أما متوسط دخل العائلة فبلغ 43,291 دولارًا. وكان متوسط دخل الذكور 35,855 دولارًا مقابل 26,558 دولارًا للإناث. وسجل دخل الفرد الخاص بالمدينة 17,256 دولارًا. وكانت نسبة 12.1% من العائلات ونسبة 15% من السكان تحت خط الفقر، وكان من هؤلاء نسبة 21.4% تحت سن الثامنة عشر ونسبة 11.2% في الخامسة والستين من العمر وما فوق.

### تعداد عام 2010
بلغ عدد سكان فيتشبورغ 40,318 نسمة بحسب تعداد عام 2010، وبلغ عدد الأسر 15,165 أسرة وعدد العائلات 9,362 عائلة مقيمة في المدينة. في حين سجلت الكثافة السكانية 553.7 نسمة لكل كيلومتر مربع (1,434.1/ميل2). وبلغ عدد الوحدات السكنية 17,117 وحدة بمتوسط كثافة قدره 235.1 لكل كيلومتر مربع (608.9/ميل2).
وتوزع التركيب العرقي للمدينة بنسبة 78.20% من البيض و5.08% من الأمريكيين الأفارقة و0.33% من الأمريكيين الأصليين و3.63% من الأمريكيين ذوي الأصول الآسيوية و0.03% من سكان جزر المحيط الهادئ و9.07% من الأعراق الأخرى و3.65% من عرقين مختلطين أو أكثر و21.65% من الهسبانيون أو اللاتينيون من أي عرق.
بلغ عدد الأسر 15,165 أسرة كانت نسبة 32.4% منها لديها أطفال تحت سن الثامنة عشر تعيش معهم، وبلغت نسبة الأزواج القاطنين مع بعضهم البعض 39.3% من أصل المجموع الكلي للأسر، ونسبة 16.2% من الأسر كان لديها معيلات من الإناث دون وجود شريك، بينما كانت نسبة 6.1% من الأسر لديها معيلون من الذكور دون وجود شريكة وكانت نسبة 38.3% من غير العائلات. تألفت نسبة 29.8% من أصل جميع الأسر من عدة أفراد يعيشون في نفس المنزل ونسبة 10.7% كانت تتألف من شخص يعيش بمفرده يبلغ من العمر 65 عاماً أو أكثر. وبلغ متوسط حجم الأسرة المعيشية 2.49، أما متوسط حجم العائلات فبلغ 3.10.
بلغ العمر الوسطي للسكان 34.7 عاماً. وكانت نسبة 22.9% من القاطنين تحت سن الثامنة عشر، وكانت نسبة 14.1% بين الثامنة عشر والرابعة والعشرين عاماً، ونسبة 25.9% كانت واقعةً في الفئة العمرية ما بين الخامسة والعشرين والرابعة والأربعين عاماً، ونسبة 24.7% كانت ما بين الخامسة والأربعين والرابعة والستين، ونسبة 12.4% كانت ضمن فئة الخامسة والستين عاماً فما فوق. وتوزع التركيب الجنسي للسكان بنسبة 48.6% ذكور و51.4% إناث.

## المناخ
يظهر الجدول التالي التغييرات المناخية على مدار السنة لفيتشبورغ:
| البيانات المناخية لـفيتشبورغ      | البيانات المناخية لـفيتشبورغ | البيانات المناخية لـفيتشبورغ | البيانات المناخية لـفيتشبورغ | البيانات المناخية لـفيتشبورغ | البيانات المناخية لـفيتشبورغ | البيانات المناخية لـفيتشبورغ | البيانات المناخية لـفيتشبورغ | البيانات المناخية لـفيتشبورغ | البيانات المناخية لـفيتشبورغ | البيانات المناخية لـفيتشبورغ | البيانات المناخية لـفيتشبورغ | البيانات المناخية لـفيتشبورغ | البيانات المناخية لـفيتشبورغ |
| الشهر                             | يناير                        | فبراير                       | مارس                         | أبريل                        | مايو                         | يونيو                        | يوليو                        | أغسطس                        | سبتمبر                       | أكتوبر                       | نوفمبر                       | ديسمبر                       | المعدل السنوي                |
| --------------------------------- | ---------------------------- | ---------------------------- | ---------------------------- | ---------------------------- | ---------------------------- | ---------------------------- | ---------------------------- | ---------------------------- | ---------------------------- | ---------------------------- | ---------------------------- | ---------------------------- | ---------------------------- |
| الدرجة القصوى °ف (°م)             | 64 (18)                      | 80 (27)                      | 81 (27)                      | 91 (33)                      | 97 (36)                      | 94 (34)                      | 95 (35)                      | 98 (37)                      | 92 (33)                      | 84 (29)                      | 77 (25)                      | 69 (21)                      | 98 (37)                      |
| متوسط درجة الحرارة الكبرى °ف (°م) | 31 (−1)                      | 35 (2)                       | 43 (6)                       | 55 (13)                      | 66 (19)                      | 75 (24)                      | 79 (26)                      | 78 (26)                      | 70 (21)                      | 58 (14)                      | 48 (9)                       | 36 (2)                       | 56 (13)                      |
| متوسط درجة الحرارة الصغرى °ف (°م) | 12 (−11)                     | 14 (−10)                     | 22 (−6)                      | 32 (0)                       | 41 (5)                       | 51 (11)                      | 56 (13)                      | 54 (12)                      | 46 (8)                       | 35 (2)                       | 27 (−3)                      | 18 (−8)                      | 34 (1)                       |
| أدنى درجة حرارة °ف (°م)           | −25 (−32)                    | −22 (−30)                    | −16 (−27)                    | 6 (−14)                      | 21 (−6)                      | 29 (−2)                      | 34 (1)                       | 28 (−2)                      | 24 (−4)                      | 13 (−11)                     | −7 (−22)                     | −16 (−27)                    | −25 (−32)                    |
| الهطول إنش (مم)                   | 3.42 (87)                    | 3.13 (80)                    | 3.63 (92)                    | 4.00 (102)                   | 4.03 (102)                   | 4.24 (108)                   | 4.09 (104)                   | 4.35 (110)                   | 3.87 (98)                    | 4.65 (118)                   | 3.94 (100)                   | 3.66 (93)                    | 47.01 (1٬194)                |
| المصدر: Weather Channel           |                              |                              |                              |                              |                              |                              |                              |                              |                              |                              |                              |                              |                              |

## توأمة
لفيتشبورغ اتفاقيات توأمة مع كل من:
- كليفه (1985 - )
- كوكولا
- Oni, Georgia [الإنجليزية]‏
- تيانجين

## أعلام
- ديفيد ك. وايت
- كارولين أثرتون ماسون
- بيتر سامسون
- جولدسميث بيلي
- أسا ستراتون
- فرانك باروز
- إميري
- جون كيف
- لويز فريلاند جنكينز
- هربرت ويليام كون